# IC 5093
IC 5093 ist eine Spiralgalaxie vom Hubble-Typ S im Sternbild Pfau am Südsternhimmel. Sie ist schätzungsweise 604 Millionen Lichtjahre von der Milchstraße entfernt und hat einen Durchmesser von etwa 125.000 Lj.

Im selben Himmelsareal befinden sich u. a. die Galaxien IC 5091 und IC 5099.
Das Objekt wurde am 28. September 1900 von DeLisle Stewart entdeckt.